# Villa Fabbricotti (Florence)
 (mars 2024).
La mise en forme du texte ne suit pas les recommandations de Wikipédia : il faut le « wikifier ».
Les points d'amélioration suivants sont les cas les plus fréquents. Le détail des points à revoir est peut-être précisé sur la page de discussion.
- Les titres sont pré-formatés par le logiciel. Ils ne sont ni en capitales, ni en gras.
- Le texte ne doit pas être écrit en capitales (les noms de famille non plus), ni en gras, ni en italique, ni en « petit »…
- Le gras n'est utilisé que pour surligner le titre de l'article dans l'introduction, une seule fois.
- L'italique est rarement utilisé : mots en langue étrangère, titres d'œuvres, noms de bateaux, etc.
- Les citations ne sont pas en italique mais en corps de texte normal. Elles sont entourées par des guillemets français : « et ».
- Les listes à puces sont à éviter, des paragraphes rédigés étant largement préférés. Les tableaux sont à réserver à la présentation de données structurées (résultats, etc.).
- Les appels de note de bas de page (petits chiffres en exposant, introduits par l'outil «  Source ») sont à placer entre la fin de phrase et le point final[comme ça].
- Les liens internes (vers d'autres articles de Wikipédia) sont à choisir avec parcimonie. Créez des liens vers des articles approfondissant le sujet. Les termes génériques sans rapport avec le sujet sont à éviter, ainsi que les répétitions de liens vers un même terme.
- Les liens externes sont à placer uniquement dans une section « Liens externes », à la fin de l'article. Ces liens sont à choisir avec parcimonie suivant les règles définies. Si un lien sert de source à l'article, son insertion dans le texte est à faire par les notes de bas de page.
- La présentation des références doit suivre les conventions bibliographiques. Il est recommandé d'utiliser les modèles {{Ouvrage}}, {{Chapitre}}, {{Article}}, {{Lien web}} et/ou {{Bibliographie}}. Le mode d'édition visuel peut mettre en forme automatiquement les références.
- Insérer une infobox (cadre d'informations à droite) n'est pas obligatoire pour parachever la mise en page.

Pour une aide détaillée, merci de consulter Aide:Wikification.
Si vous pensez que ces points ont été résolus, vous pouvez retirer ce bandeau et améliorer la mise en forme d'un autre article.
La Villa Fabbricotti, ou Arcipressi, est située Via Vittorio Emanuele II, dans le quartier Montughi, à Florence dont le parc jouxte celui du musée Stibbert dont l'entrée se trouve dans la via Stibbert.

## Histoire

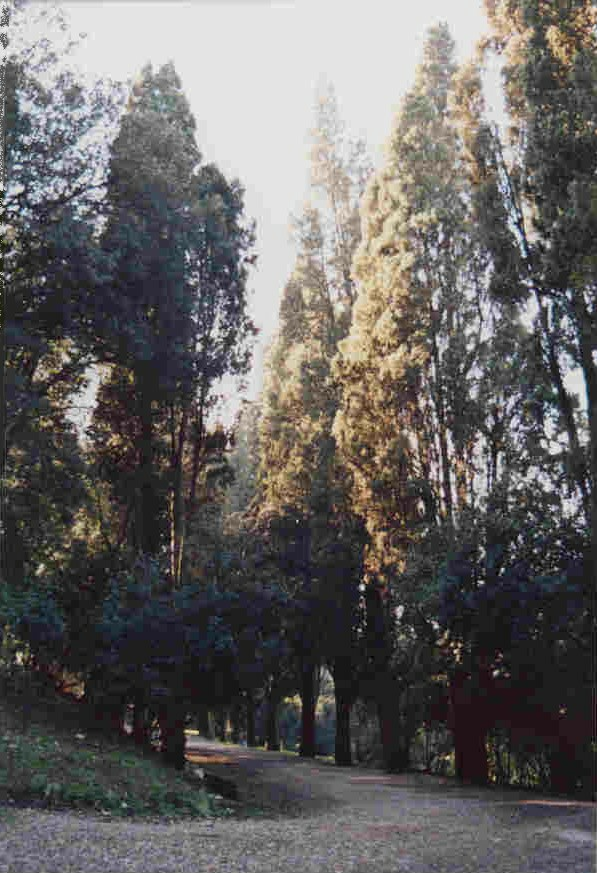
Allée.

Au XIVe siècle, la villa appartenait à Buoninsegni, au XVIe siècle à Girolamo di Zanobi Del Maestro Luca et ensuite, pendant plus de trois siècles, jusqu'à la troisième décennie du XIXe siècle, elle devint un pavillon de chasse d'une branche de la famille Strozzi que l'on appela Strozzino (« l'usurier »). Les Strozzi l'agrémentèrent d'un grand jardin, mais son aspect actuel est dû à Giuseppe Fabbricotti, qui l'acheta en 1864 et qui chargea la même année les architectes Vincenzo Micheli et Antonio Cipolla de transformer cet ancien pavillon en une luxueuse résidence.
Il ne reste aucune documentation connue jusqu'à présent qui indique le nom de l'auteur du jardin, mais il faut probablement attribuer à Giuseppe Poggi l'idée du projet du parc Fabbricotti, qui fut ensuite créé sous la direction de Vincenzo Micheli lorsqu'il était chargé de la construction de la villa.
La Villa Fabbricotti et son parc ont connu des moments de gloire, notamment pour avoir accueilli des personnages illustres comme Elisa Baciocchi, grande-duchesse de Toscane et sœur de Napoléon Bonaparte et, en 1894, la reine Victoria d'Angleterre. En 1825, Pauline Bonaparte y mourut. La Villa Fabbricotti est également célèbre pour avoir accueilli une illustre famille florentine de la fin du XXe siècle, les Diana.
L'État acheta la propriété en 1935 et l'attribua au GIL ; après la Seconde Guerre mondiale, après un long litige juridique, elle devient partie intégrante du patrimoine de l'Administration Régionale et a ainsi été cédée par cette dernière à la Commune de Florence. Elle appartient actuellement à la division communale du Quartiere 5, qui l'utilise comme siège de différents bureaux et associations culturelles. Le parc est ouvert au public gratuitement. C'est aussi le siège de l'Agenzia di Promozione Economica della Toscana, institution toscane chargée de la promotion et de l'internationalisation des Petites et Moyennes Entreprises, de l'Artisanat, de l'Agroalimentaire et du Tourisme. C'était également le siège du Centro di Cultura per Stranieri de l'Université de Florence. En 2016, la Région Toscane  a mis en vente la villa et son parc, ainsi que ses autres propriétés, événement très médiatisé en raison des réactions controversées qu'il a provoquées.

## Le jardin
Les principaux éléments du parc recensés en 2003 sont :

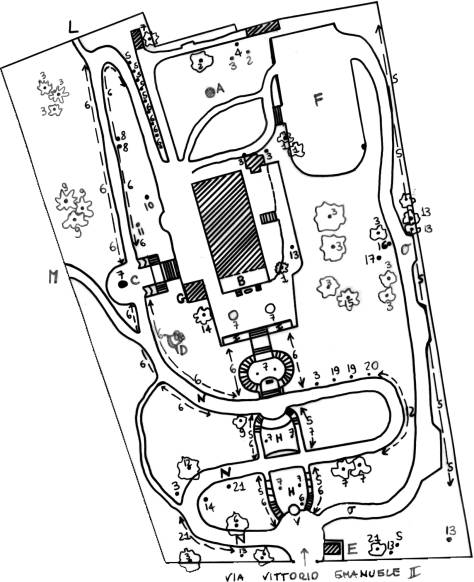
Plan de la villa et du jardin. Bâtiments et objets : A – temple rustique ; B – villa ; C – escaliers latéraux et belvédère ; D – nymphée rustique ; E – maison de gardien ; F – nouveau parking ; G – cuvier ; H – rampes ; I – les serres ; L – zone pour chiens ; M – entrée du jardin toscan Laziale ; N – route d'accès (piétonne) ; O – allée asphaltée ; V – bassin avec fontaine.

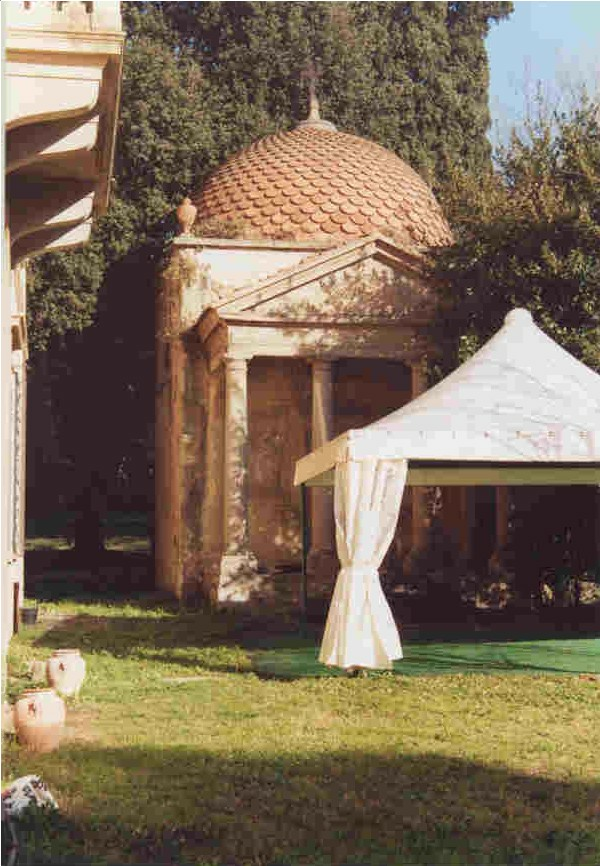
Chapelle.

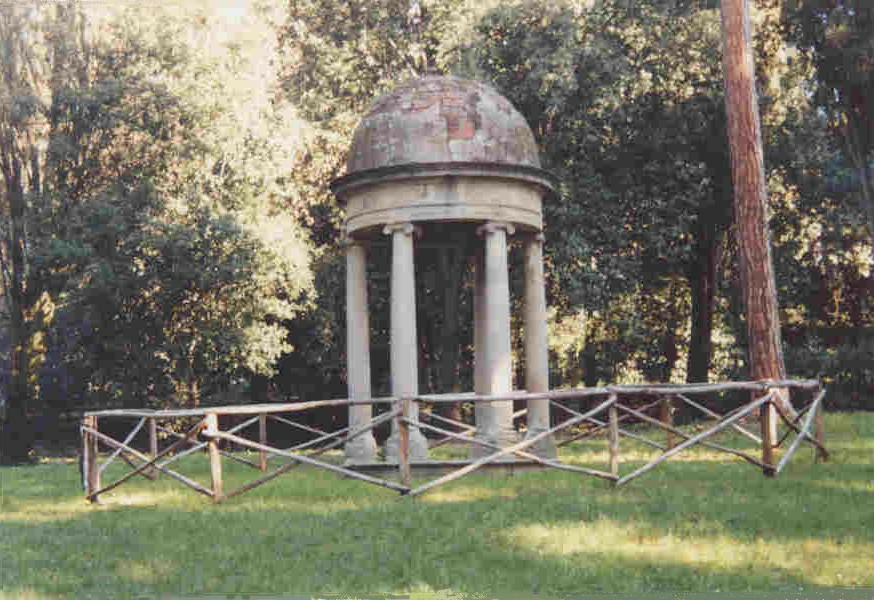
Petit temple.

Exemplaires de plantes : 1. Washingtonia filifère ; 2. Pinus halepensis ; 3. Pinus pinéa ; 4. Eriobotrya japonica ; 5. Quercus ilex ; 6. Cupressus sempervirens ; 7. Chamaerops humilis ; 8. Taxus baccata ; 9. Cedrus déodara ; dix. Aesculus x carnée ; 11. Thuya occidentalis ; 12. Cedrus atlantica ; 13. Aesculus hippocastanum ; 14. Trachycarpus fortunei ; 15. Quercus suber ; 16. Quercus robur ; 17. Gleditsia triacanthos ; 18. Calocèdre decurrens ; 19. Diospyros virginiana ; 20. Cercis siliquastrum ; 21. Tilia spp.
Le complexe original est délimité par une grille avec une base en maçonnerie, tandis que les nouvelles acquisitions sont clôturées avec un grillage métallique et fermées par des portails en fer. L'entrée monumentale dans la Via Vittorio Emanuele II se caractérise par un imposant portail fait d'une grille en fer, sur les côtés duquel se trouvent deux propylées. Les différents niveaux du jardin sont contenus par des murs plâtrés, surmontés en partie de garde-corps en fer forgé. L'étage de la villa est délimité par un muret et une balustrade avec portail du côté qui donne sur l'entrée du jardin.
Derrière l'entrée, au pied de la pente qui mène à la villa, se dresse une façade murale monumentale concave et en mosaïque au centre. À l’intérieur de cette structure, on trouve une fontaine composée d’un bassin au milieu duquel se trouve une île rocheuse. À gauche de l'entrée du parc, une avenue bifurque et monte en formant deux virages en épingle, reliés entre eux par des volées d'escaliers. L'avenue, en gravier avec des bordures latérales en béton, se déroule en ligne droite du côté ouest et atteint l'étage de la villa par le nord. Les volées d'escaliers sont diversifiées en formes et en matériaux ; chaque niveau est relié au suivant par deux rampes identiques et symétriques par rapport à l'axe longitudinal du parc. La pelouse devant la villa est accessible par une seule rampe. Un autre accès à l'étage de la villa se trouve du côté ouest, où d'autres escaliers la relient au belvédère qui flanque l'avenue. Récemment construite, une avenue asphaltée permet l'accès des véhicules à la villa ; il bifurque à droite du portail d'entrée et longe le mur frontalier jusqu'à atteindre le parking aménagé à l'angle nord-est du parc.
La villa est située dans une position élevée et prédominante par rapport à l'entrée du jardin. Il s'agit d'un bâtiment simple, de plan rectangulaire, surmonté d'une tourelle crénelée. Sur le côté frontal, il y a une loggia. Entre les escaliers qui relient le portique de la villa et la pelouse de devant, se trouve un bassin en marbre, surmonté d'une mosaïque avec une coquille en relief. Sur le côté est de la villa, en retrait, se trouve une petite chapelle qui rappelle le modèle du Panthéon. Isolé au nord de la villa, entre le parking et l'allée, se trouve un petit temple de style néoclassique, un tholos en pietra serena, de plan circulaire et recouvert d'une coupole en briques plâtrées. Le cellier est situé à côté des rampes côté ouest ; comme l’ensemble de la zone, il n’est pas accessible en raison des conditions dans lesquelles il se trouve. Les serres, désormais inutilisables, sont situées sur les côtés de l'escalier qui mène à la pelouse devant la villa.
Dans le jardin se trouvent plusieurs sculptures : sur les côtés de la deuxième rampe, on peut voir deux lions en pierre, tandis que les piliers au sommet du dernier escalier soutiennent deux vases en pierre avec des figures zoomorphes. Le long de l'avenue se trouvent également plusieurs demi-colonnes en pierre.
Également le long de la route d'accès, à côté de la route droite, se trouve un  nymphée rustique, une petite grotte avec de l'eau, complètement envahie par la végétation et en état d'abandon.

## Faune et flore
Compte tenu de la fonction originale de pavillon de chasse, il y avait et il reste encore des espaces forestiers propices à la chasse aux oiseaux. C'est l'un des parcs urbains les plus riches en oiseaux. Le troglodyte, le rouge-gorge, le torsadé , le merle, la paruline, la fauvette, le roitelet, la mésange charbonnière, la sittelle, le grimpereau, le moineau, le pinson, le verdier, le serin et le chardonneret sont signalés comme nidifiant régulièrement. De plus, des chouettes hulottes, des huppes, des pics verts et des pies-grièches s'y reproduisent. Parmi les mammifères, il y a les hérissons et les écureuils.
Les masses boisées remplissent les portions délimitées par les virages de l'avenue, tandis qu'à proximité de la villa, le parc s'ouvre sur le paysage, mettant en valeur quelques exemplaires uniques. La superficie de la pelouse est limitée à la terrasse entourant la villa. Les bosquets sont principalement composés de chênes verts, de cyprès, de pins et de cèdres. On y trouve également des palmiers de différentes espèces, alors que l'ombre épaisse limite les espèces de sous-bois à de nombreuses plantes d'acanthes, de viorne tin et de lauriers.

## L'arbre de la paix
Le grand Cèdre du Liban de la Villa Fabbricotti, d'environ 24 mètres de haut, était situé sur la place à l'ouest de la villa et, selon certains experts, sa disposition (et donc son âge présumé d'environ 140 ans) remonte à l'époque où Florence était la capitale d'Italie. La plupart des arbres les plus anciens de Florence datent de cette époque et certains arbres se trouvent le long des avenues (par exemple Viale Gramsci).
Au cours de ses 140 années de vie, certaines particularités curieuses s'étaient produites sur cet arbre, comme la soudure de deux branches ; un fait qui n'est pas inhabituel pour les spécimens de cette taille. Unique, encore, était une grande branche qui n'avait ni début ni fin, car elle partait d'une branche et atteignait une autre, agissant comme un pont entre les deux. Malgré les multiples interventions de protection, de soins et d'entretien, le grand cèdre s'est asséché en 2001 et il ne reste que le tronc et quelques-unes des branches principales.

## D'autres photos

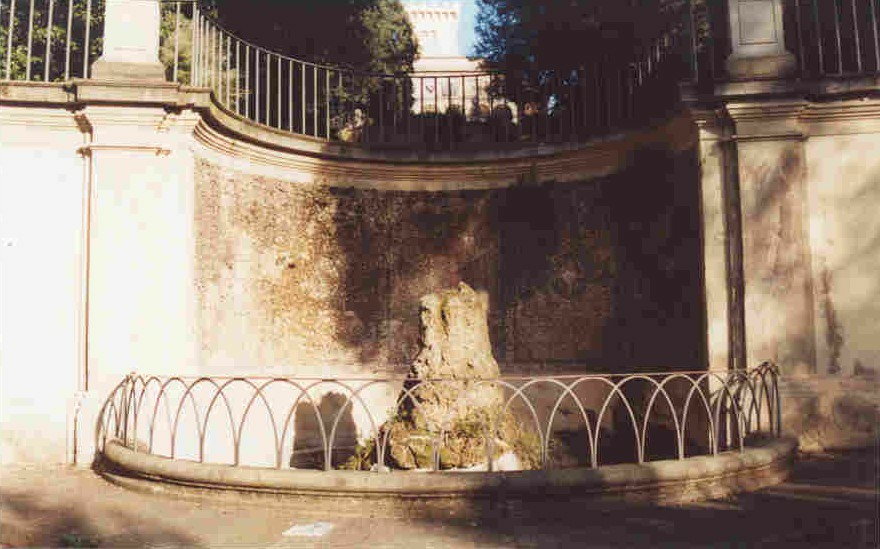
Fontaine à l'entrée.
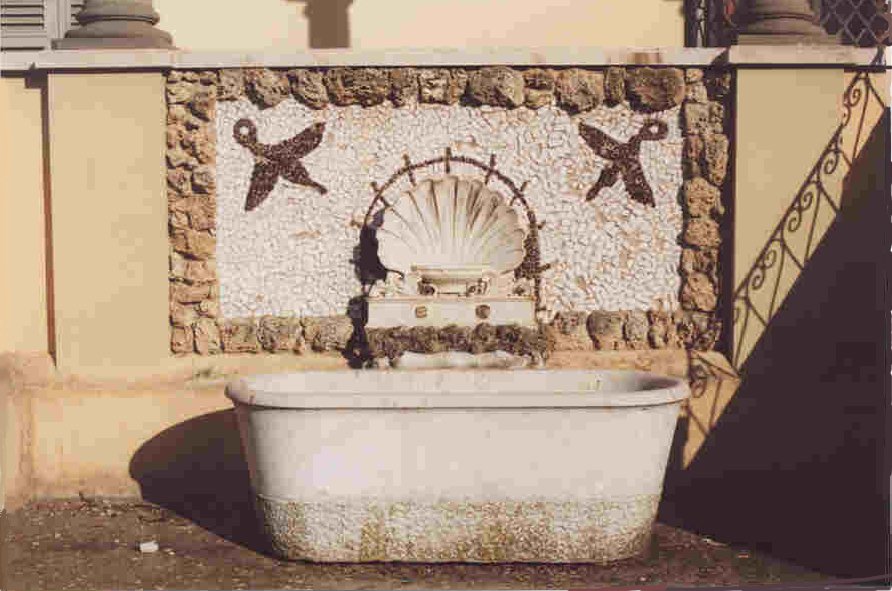
Bassin.
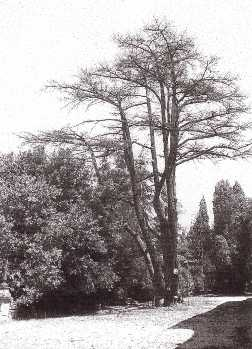
L'Arbre de la Paix (avant).
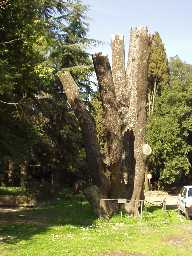
L'Arbre de la Paix (d'après).
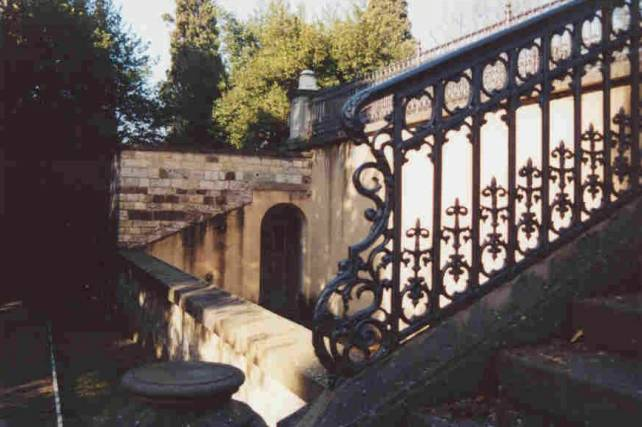
Anciennes serres.
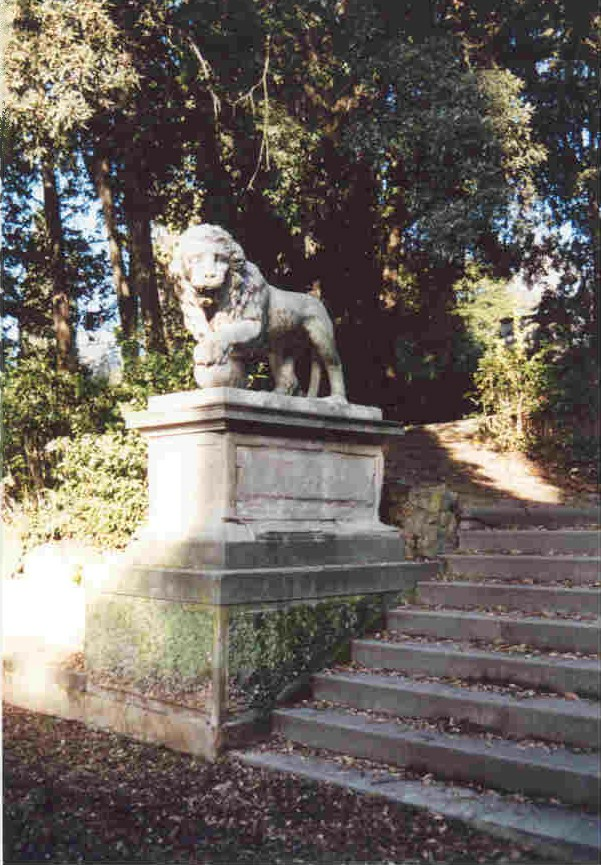
Lion.
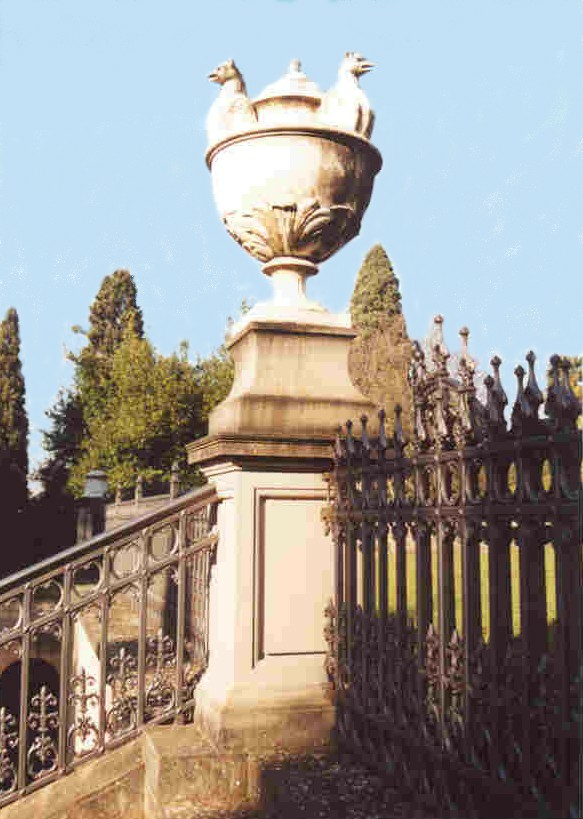
Vase zoomorphe.